# Sorin Paraschiv
Sorin Ioan Paraschiv (n. 17 iunie 1981, Alexandria, Teleorman) este un fotbalist român retras din activitate, care a evoluat pe postul de mijlocaș. Este cunoscut pentru activitatea de la FC Steaua București, echipă cu care a cucerit trei titluri de campion (2001, 2005, 2006), o Super Cupă a României (2006) și cu care a ajuns în semifinalele Cupei UEFA.
Pe 29 martie 2006 a primit Medalia „Meritul Sportiv” clasa a II-a cu o baretă din partea președintelui României de atunci, Traian Băsescu, pentru că a făcut parte din lotul echipei FC Steaua București care obținuse până la acea dată calificarea în sferturile Cupei UEFA 2005-2006.

## Performanțe internaționale
A jucat pentru echipele Steaua București și Unirea Urziceni din România în grupele UEFA Champions League, contabilizând 7 meciuri în această competiție.
A debutat la naționala României în 2004, într-un meci cu Andorra, care s-a încheiat cu victoria României, scor 5-1.

## Personal
La mijlocul lunii septembrie a anului 2006, Sorin Paraschiv a devenit tatăl unui băiețel, numele acestuia fiind David Ioan, Acesta ajungand in play-off ul Ligii Elitelor U17 cu echipa Sport Team, iar unii specialisti deja il denumesc ca fiind  Micul dulau .